# États généraux de 1308
Les États généraux de 1308 désignent la convocation des États généraux du royaume de France, par Philippe IV le Bel le 25 mars 1308, au sujet de la mise en jugement et de la condamnation des Templiers. Ils se réunissent entre le 5 et le 15 mai 1308 à Tours et approuvent la condamnation de l'ordre.

## Sources
- Cours d'histoire moderne, par François-Pierre-Guillaume Guizot Publié par Méline, 1843
- Les Templiers, par Stéphane Ingrand Publié par Carnot, 2004  (ISBN 2848550791 et 9782848550794)